# Embolemus stangei
Embolemus stangei (лат.) — вид хризидоидных ос рода Embolemus из семейства Embolemidae. Гондурас (Южная Америка). Мелкие паразитоиды (длина тела самцов от 2,75 до 3,31 мм). Основная окраска желтовато-коричневая, с отдельными чёрными отметинами на груди. Скутум и голова блестящая, дорзум проподеума морщинистый. Нижнечелюстные щупики 6-члениковые, нижнегубные состоят из 2 сегментов (формула 6,2). Формула шпор голеней 1,2,2. От близких видов отличаются отсутствием петиоля (или он незаметен), апикальными чешуйками на проксимальном мембранозном выступе парамер самцов, эдеагус такой же высоты как парамеры. Видовое название дано в честь коллектора типовой серии Mr. L. Stange.